# Elétrodo neurotrófico

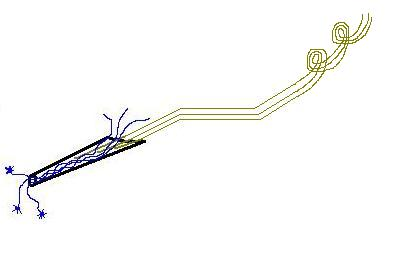
Ilustração de um elétrodo neurotrófico

O elétrodo neurotrófico é um dispositivo intracortical projetado para ler os sinais elétricos que o cérebro usa para processar a informação. É constituída por um pequeno cone de vidro oco, ligado a vários fios de ouro condutores elétricos. O termo neurotrófico significa "para a nutrição e manutenção do tecido nervoso" e o dispositivo recebe o seu nome do fato de que ele é revestido com Matrigel e fator de crescimento neural para encorajar a expansão de neurites através de sua ponta.